# Louis de Mailly
Pour le général français, voir Louis de Mailly (1696-1767).
Pour les articles homonymes, voir de Mailly.
Louis de Mailly (1657-1724) était un homme de lettres français. Filleul de Louis XIV, il était un bâtard de la maison de Mailly. Il est aussi connu sous le nom de Jean de Mailly.

## Biographie
Louis de Mailly, mieux connu sous le titre de « chevalier de Mailly », est un homme de lettres de la fin du XVIIe siècle. Il fait partie de la première génération des conteurs littéraires.
Fils naturel d'Antoine de Mailly-l'Épine et de Barbe Aubry, il naît à une date inconnue mais nous savons qu'il fut baptisé le 5 juin 1657 à Amiens.
La famille de Mailly est l'une des plus anciennes et des plus illustres de la noblesse picarde.
Filleul de Louis XIV et d'Anne d'Autriche, entretenant de bonnes relations avec Louis XV, Louis de Mailly est proche du pouvoir. C'est un homme qui a bonne réputation dans le monde poli. Comme son père, Louis est destiné aux armes. Il sera blessé durant une campagne militaire, fait qui contribuera à sa réputation dans le milieu royal. En effet, le roi déclarera : « Le sieur chevalier de Mailly, qui en toutes occasions nous a donné les marques de son zèle, et reçu plusieurs blessures pour notre service à l'armée ».
Vers ses trente-trois ans, il commence à écrire et s'illustre dans différents genres : le conte de fées, le conte galant, l'Histoire, la lettre et la nouvelle galante. Il est notamment l'auteur d'un Éloge de la chasse, et pratique également la traduction comme en témoigne La Vie d'Adam, avec des réflexions repris de l'Italien Giovan Francesco Loredan.
Il est aujourd'hui reconnu comme étant l'auteur d'un recueil de onze contes de fées paru anonymement le 30 avril 1698 chez Brunet, dans un petit volume in-12 qui fut réédité aux Pays-Bas et réimprimé à Paris. Cette double édition est fréquente dans les œuvres du chevalier de Mailly.
Il publie en 1719 Le Voyage et les avantures des trois princes de Sarendip simultanément chez Henri Charpentier et chez Pierre Prault, textes qui sont alors présentés comme une traduction du persan. Une seconde édition posthume (intitulée Voyages et aventures des trois princes de Serendip) se trouve dans les Voyages imaginaires, songes, visions et romans cabalistiques, ornés de figures, tome 25, Amsterdam et Paris, Rue et Hôtel Serpente, 1788 (sans nom d’éditeur). Le Chevalier de Mailly y est là présenté sans travestissement comme le traducteur du Peregrinaggio di tre giovani figliuoli del re di Serendippo de Cristoforo Armeno. Le texte original de Louis de Mailly a fait l'objet d'une réédition commentée en 2011 : Les Aventures des trois princes de Serendip, suivi de  Voyage en sérendipité, éditions Thierry Marchaisse.
Avec ses Illustres fées, son Recueil de contes galants et son Nouveau recueil de contes de fées, le Chevalier de Mailly a publié vingt-cinq contes, ce qui en fait l'un des auteurs les plus prolifiques de son époque.Toutes ses œuvres ne sont pas signées, certaines sont en effet anonymes, tandis que sur d'autres figure uniquement la signature: L.C.D.M [Le chevalier de Mailly] ou encore M.D.L.C.
L'ensemble de son œuvre est dominé par la mode de la préciosité et de la galanterie. Il incarne l'auteur masculin dans un monde et dans un genre majoritairement féminin. Il dédie d'ailleurs son ouvrage aux dames. Malgré son talent, le chevalier de Mailly sera rapidement oublié. Il meurt vers 1724 à Paris et, de nos jours, rares sont les études sur son œuvre.

## Œuvres

### Créations
On lui doit Rome galante, Les Disgrâces des amants, Vie d'Adam (Traduction de la Vita di Adamo de Loredano), Aventures secrètes et plaisantes, Éloge de la chasse, etc., ainsi que plusieurs recueils de contes de fées :
- Les Illustres Fées, contes galants dédiés aux Dames, 1698. Texte en ligne
  - Blanche Belle
  - Le Roy Magicien
  - Le Prince Roger
  - Fortunio
  - Le Prince Guerini
  - La Reine de l'Isle des Fleurs
  - Le Favory des Fées
  - Le Bien-faisant, ou Quiribirini
  - La Princesse couronnée par les Fées
  - La Supercherie malheureuse
  - L'Isle Innaccessible
- Recueil de contes galants, 1699 (attribué).
  - Constance sous le nom de Constantin
  - Le Palais de la Magnificence
  - La Princesse délivrée
  - Blanche
- Peut-être certains contes du recueil collectif Nouveaux contes de fées, 1718, republié en 1731 sous le titre Nouveau recueil de contes de fées[3])

### Traductions
- Voyages et aventure des trois princes de SarendipAu temps de Mailly, Voltaire (Zadig) et Horace Walpole, le Sri Lanka était connu sous le nom de Sarendip (ou d'autres graphies voisines)